# Mont Kipipiri
Le mont Kipipiri est un volcan isolé situé dans la vallée de Wanjohi, sur le plateau de Kinangop près des monts Aberdare. Il est à vingt kilomètres au nord-est du lac Naivasha, lequel est visible depuis son sommet. On y trouve des singes Colobus et Cercopithecus albogularis (en), des éléphants, des buffles et une abondante faune aviaire. Le nom de la montagne signifie « papillon » en langue kikuyu, allusion à sa forme lorsqu'il est vu de loin.
La réserve forestière du mont Kipipiri fait partie du parc national d'Aberdare. En 2005, les 43 km2 de la forêt abritaient environ treize éléphants. En juin 2009, des négociations aboutissent concernant la création d'un corridor biologique entre la montagne et le reste du parc, avec un projet de le côturer. Des cylindres tournants placés au sol remplacent les grilles là où elles devraient traverser les routes, ce qui forme un obstacle franchissable par les véhicules mais qui empêche les animaux, particulièrement les éléphants, de menacer les champs des agriculteurs.